# Ноэзис
Ноэзис (ноэсис) (греч. νόησις — «мышление»; прил. «ноэтический») — в феноменологии Э. Гуссерля понятие, означающее реальное содержание переживания сознания, то есть собственно само переживание, взятое как таковое — вне сопряженности с трансцендентной ему реальностью. Ноэзис противопоставляется ноэме, являющейся его интенциональным коррелятом.
Ноэзис выявляется в составе переживания с помощью феноменологической редукции.
В основе ноэзиса лежат гилетические компоненты сознания, также относящиеся к реальному составу переживаний.

## Понятие ноэзиса
Рассматривая само переживание (то есть переживание в его реальном составе), мы как бы отвлекаемся от его смысла — от того, что оно указывает на некий интенциональный предмет (реальный или идеальный — на существующую в пространстве вещь или на идеальную сущность), и берём его лишь как лишённую глубины, ни к чему не отсылающую картинку, плывущую в сознании. Ноэзис — это то, что осталось бы, если бы не было бытия, но было только сознание: за переживаниями сознания ничто не стояло бы — ни реальные вещи, существующие в пространстве, ни идеальные сущности. Осталось бы только некое подобие сна, в котором образы не означают ничего сверх того, что они есть.
Поскольку ноэзис выявляется в установке феноменологической редукции, ноэзы берутся как сущности, а не как конкретные факты сознания, и притом как обретающиеся в чистом сознании, а не в сознании эмпирического субъекта. Таким образом, ноэзис — это «полная конкретная сущность [интенционального] переживания», «реальные компоненты феноменологически чистого переживания».

## Ноэзис и гилетический слой сознания
Ноэзис надстраивается над гилетическим слоем сознания — ощущениями (боль, прикосновение, щекотание, цвет и т. п.) — которые сами по себе не являются интенциональными переживаниями, но представляют лишь материал для них, чувственную материю для интенциональной формы. Это физические феномены по Брентано (в отличие от психических — интенциональных). Предположим, что мы смотрим на красный шар. В гилетическом слое сознания его красный цвет воспринимается в нюансировании, то есть в меняющихся оттенках, вызванных нашим перемещением относительно шара, перепадами освещённости и т. п.; в ноэзисе гилетический слой сознания «одушевляется», наделяется смыслом; наконец, в ноэме, точно так же как и в естественной установке (до проведения феноменологической редукции), цвет уже воспринимается как единый, определённый красный цвет, принадлежащий не сознанию, но трансцендентному предмету (хотя и данному в сознании). Этот «фиксированный цвет вещи и принадлежные к нему нюансируемые цвета соотносятся как „единство“ и непрерывное „многообразие“». «Одушевление» гилетического слоя происходит благодаря воздействию на ноэзис со стороны ноэмы: «…Гилетические данности (Stoffe) „вставляются“ в ноэзис только благодаря „Anffassungen“, пониманию, приданию смысла, проистекающему от предметного смысла, то есть ядра ноэмы».